# Елизабет Кьостингер
Елизабет Кьостингер (на немски: Elisabeth Köstinger) е бивша австрийска политичка от Австрийската народна партия. Била е евродепутат в Европейския парламент (2009 – 2017), заместник-председателка на АНП (2014 – 2017), генерален секретар на АНП (май 2017 – януари 2018), а след това за кратко е и председател на Националния съвет на Австрия (ноември 2017 – декември 2017). От декември 2017 до юни 2019 г. е министър на устойчивостта и туризма на Австрия в първото правителство на Себастиан Курц и правителството на Хартвиг Льогер. От 7 януари 2020 до 18 май 2022 г. заема длъжността министър на земеделието, регионите и туризма на Австрия във второто правителство на Себастиан Курц и правителствата на Александер Шаленберг и Карл Нехамер. На 9 май 2022 г. тя обявява че се оттегля от политиката, а нейната длъжност наследява Норберт Тотшниг, който полага клетва на 18 май 2022 г.

## Биография
Родена е на 22 ноември 1978 г. в град Волфсберг, провинция Каринтия, Австрия. Завършва основното училище „Граництал“ и средно училище в Сенкт Пол им Лавантал и взима матура през 1998 г. във Висшето федерално училище във Волфсберг (по-рано „Домакинско училище“, което е превърнато във „Висше училище за икономически женски професии“ с въвеждането на матурата през 1981 г.). От 1999 до 2003 г. работи като асистент в регионалната здравноосигурителна компания на Каринтия. След това започва да учи журналистика, комуникационни науки и приложни културни изследвания в Алпийско-Адриатическия университет на Клагенфурт, но прекъсва след избирането ѝ за евродепутат. От 2003 до 2009 г. работи на свободна практика в различни сфери на комуникацията. Омъжва се за Томъс Касъл, през 2018 г. им се ражда син.